# Bollendorf
Bollendorf là một xã thuộc huyện Bitburg-Prüm, bang Rhineland-Palatinate, Đức.einde]] Irrel, district Bitburg-Prüm.

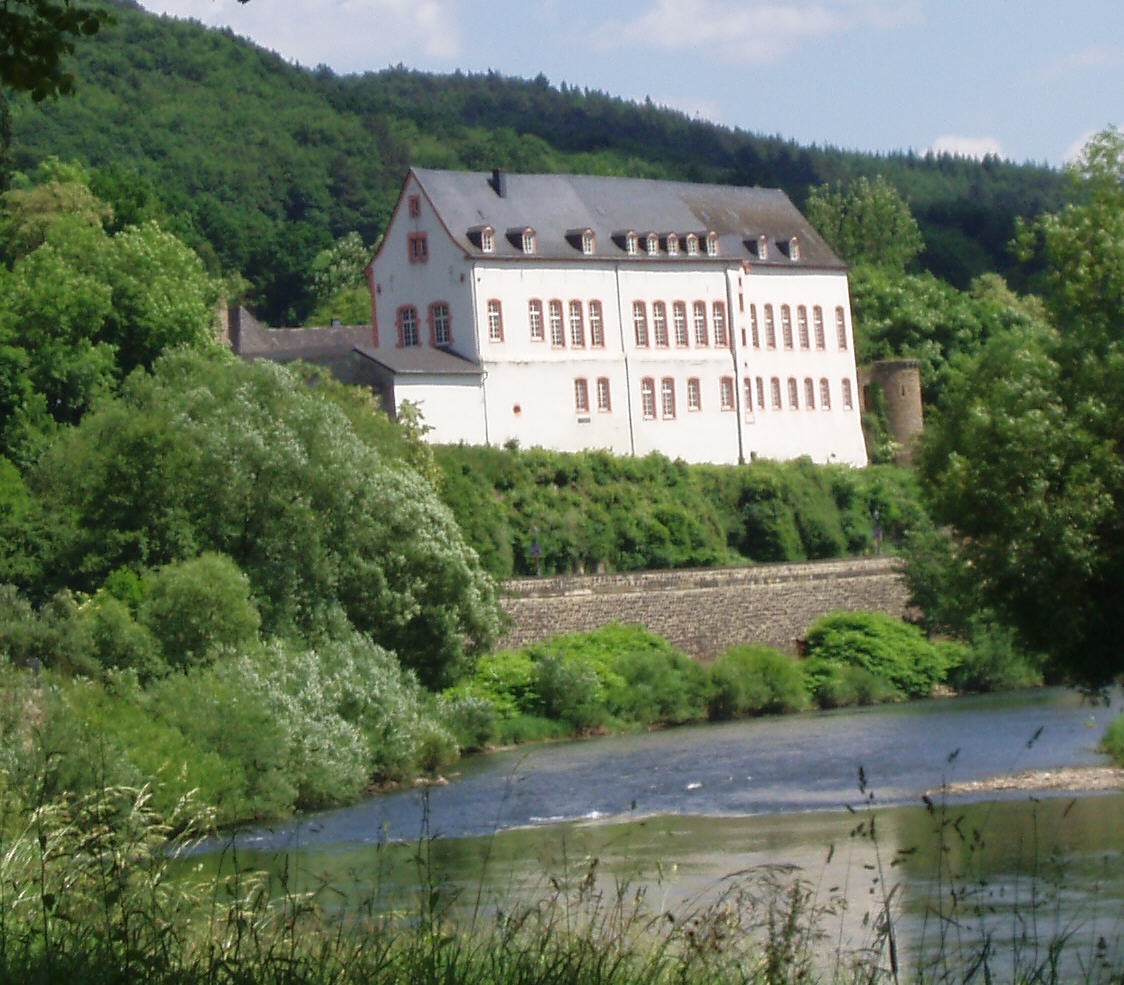
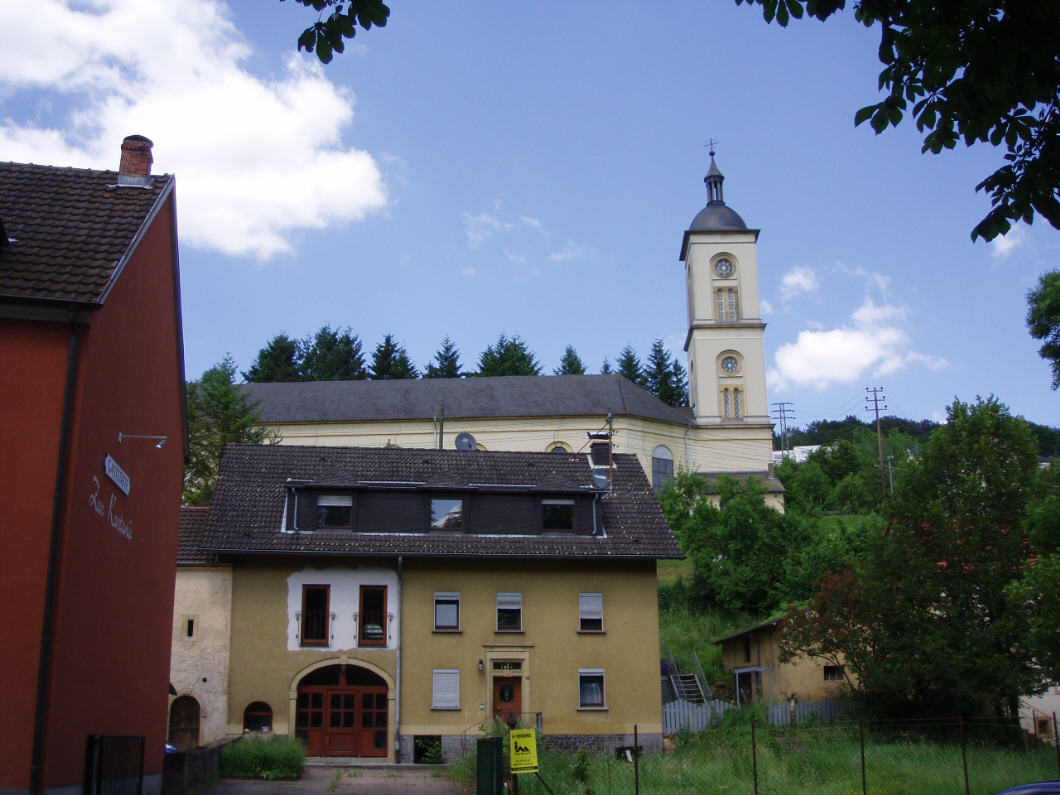
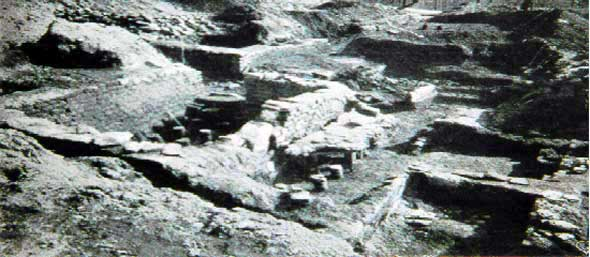
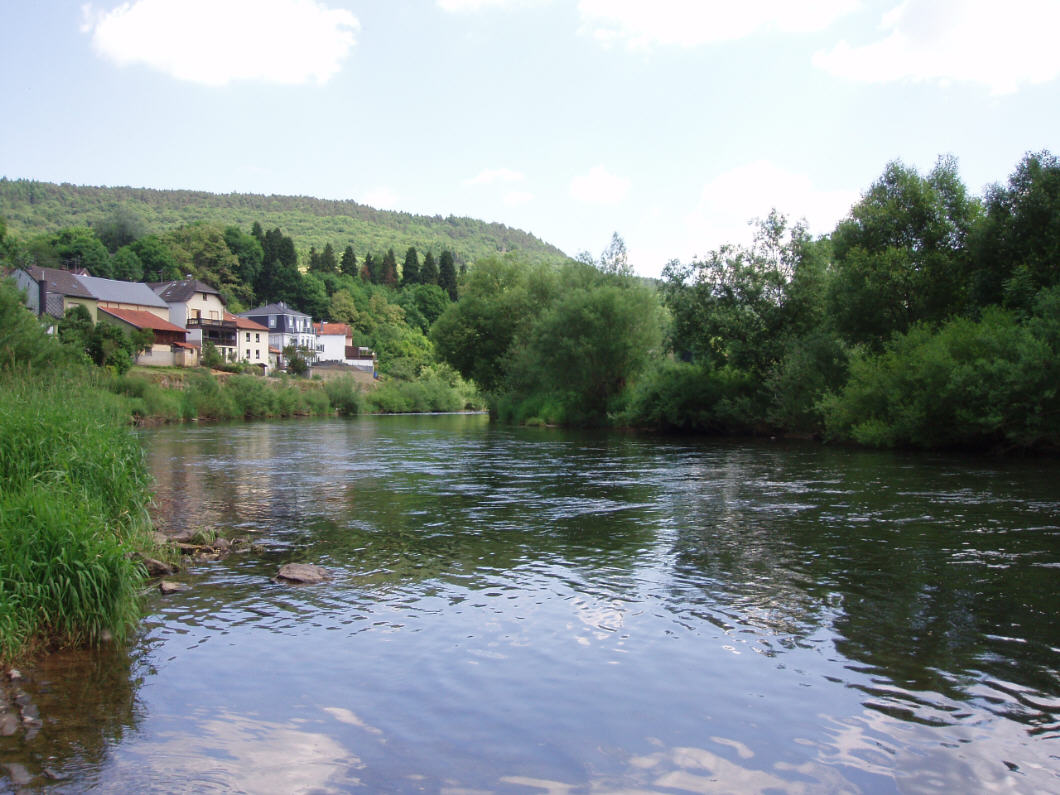